# كيرن غوس
كيرن غوس (بالإنجليزية: Kieran Goss)‏ هو لاعب اتحاد الرغبي جنوب أفريقي، ولد في 6 يوليو 1991 في Parow, South Africa ‏ في جنوب أفريقيا.